# 斉藤一美のS/N/A/P
斉藤一美のS/N/A/P（さいとうかずみのスナップ）は、文化放送で2004年度のナイターオフ番組として月 - 木曜の19:00 - 21:00（1 - 3月は20:50まで）に放送された番組。

## 概要
パーソナリティは文化放送の斉藤一美アナウンサー。野球実況やかつての夜番組「斉藤一美のとんカツワイド」のパーソナリティで好評だったため、2003年度のナイターオフシーズンに「斉藤一美の爆発NIGHT!」でパーソナリティ復帰。今回の放送は第2弾である。

## 番組タイムテーブル
- 19:00：S/N/A/Pヘッドライン
- 19:05：オープニング
- 19:15：一美の初体験（「爆発NIGHT!」時代からの引継ぎ）
- 19:25：ラジオショッピング・交通情報
- 19:32：S/N/A/Pサロン
- 19:53：B.V.D. Presents TOKYO METROSEXUAL LIFE
- 20:00：文化放送ニュース
- 20:05：S/N/A/Pエピソード
- 20:15：氏神・長澤の昭和歌謡NOW!
- 20:25：S/N/A/Pエピソード
- 20:32：相田翔子の大人トーク〜クラブde地中海
- 20:42：S/N/A/Pエピソード
- 20:49：箱根駅伝出場大学応援ラジオ 箱根駅伝への道（10月 - 12月のみ）